# 16756 Keuskamp
16756 Keuskamp este o planetă minoră (asteroid), cu un diametru de 4,041 km, din centura de asteroizi. A fost descoperită pe 8 septembrie 1996 la Observatorul Național Kitt Peak de Spacewatch. 
Obiectul prezintă o orbită caracterizată de o semiaxă mare de 2,5910423 UAi, o excentricitate de 0,13, o înclinație de 1,68987 ° în raport cu ecliptica.